# أوقست فون بوريس
أوقست فون بوريس (و. 1852 – 1906 م) هو مهندس، وأستاذ جامعي ألماني، توفي في ميرانو، عن عمر يناهز 54 عاماً.